# Friends with Benefits (dal)
A Friends with Benefits (rövidítve: FWB) KSI brit rapper és youtuber, illetve a holland producertrió, az MNDM dala, amely a korábbi Jump Around (2016) középlemezén jelent meg. A dal 2016. július 29-én jelent meg az Island Records és a Universal Music Group kiadókon keresztül, digitális letöltésként és streaming platformokon.
A Friends with Benefits 69. helyig jutott a Brit kislemezlistán. A dal videóklipje 2016. augusztus 5-én jelent meg.

## Háttér és megjelenés
A Friends with Benefits-et Amszterdamban, Hollandiában vették fel és végezték el rajta az utómunkálatokat, egy stúdióban töltött időszak alatt, 2016 februárjában, ahogy az KSI Amsterdam Music Trip című videójában is látható volt. 2016. július 18-án KSI bejelentette a dal címét, a megjelenés dátumát és bemutatta az albumborítót, közösségi média oldalain. A Friends with Benefits 2016. július 29-én jelent meg az Island Records és a Universal Music Group kiadókon keresztül, digitális letöltésként és streaming platformokon.

## Közreműködő előadók
A Tidal adatai alapján.
- KSI – dalszerző, vokál
- MNDM – producer
- Sway – producer, dalszerző
- DJ Turkish – producer, dalszerző, keverés, master
- Charles Cook – producer, dalszerző
- Faried Jhauw – producer, dalszerző, dobok, felvételi hangmérnök
- Kris Coutinho – dalszerző, dobok, felvételi hangmérnök
- Rutti Cruise – felvételi hangmérnök
- Denise Kroes – további vokál
- Gia Re Lodge-O'Meally – további vokál

## Slágerlisták
| Slágerlista (2016)       | Legmagasabb pozíció |
| ------------------------ | ------------------- |
| Brit kislemezlista (OCC) | 69                  |
| Brit letöltéslista (OCC) | 45                  |
| Brit R&B-lista (OCC)     | 12                  |
| Skócia (OCC)             | 43                  |

## Kiadások
| Régió       | Dátum            | Formátumok                       | Kiadó(k)             | For.        |
| ----------- | ---------------- | -------------------------------- | -------------------- | ----------- |
| Világszerte | 2016. július 29. | - digitális letöltés - streaming | - Island - Universal | [ 4 ] [ 5 ] |